# Gerhard Liedke

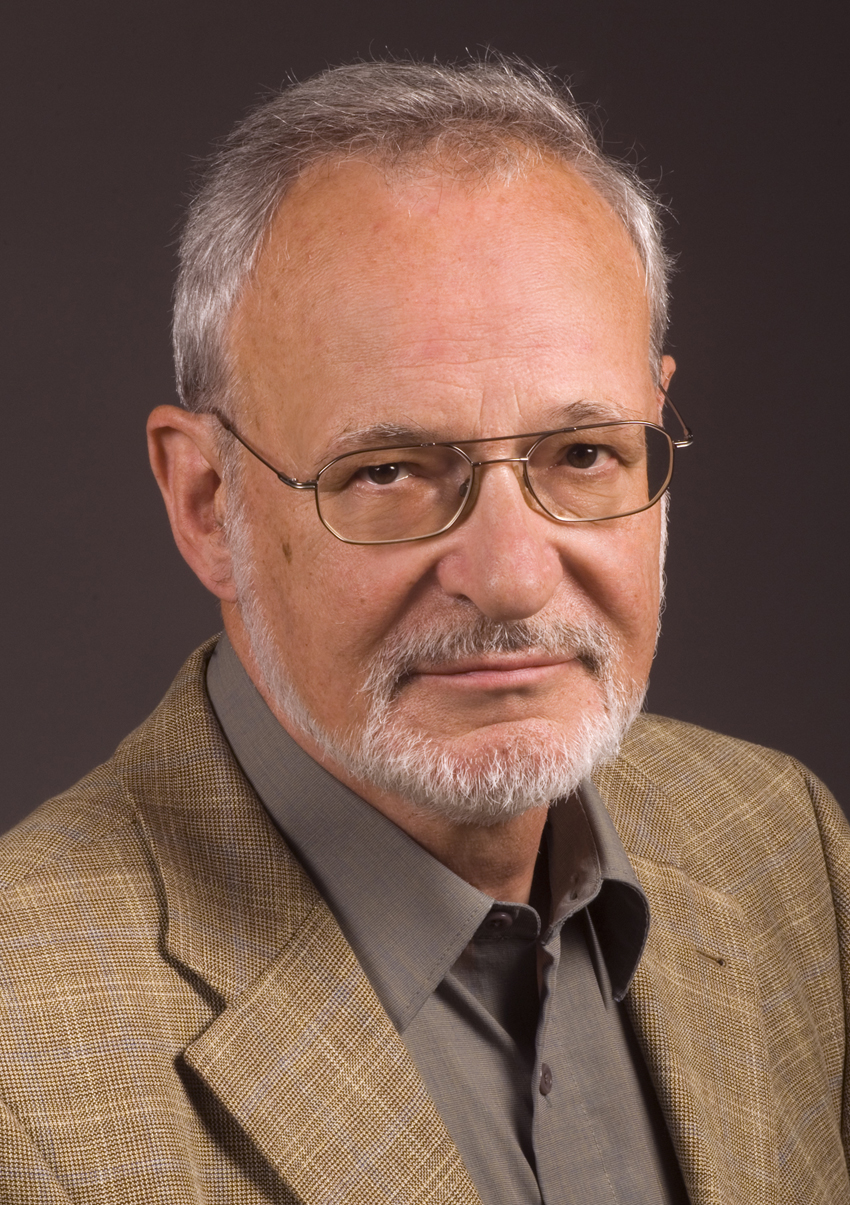
Gerhard Liedke (2010)

Gerhard Liedke (* 18. Dezember 1937 in Karlsruhe) ist ein evangelischer Theologe.

## Werdegang
Gerhard Liedke studierte von 1956 bis 1962 Theologie in Bethel, Hamburg, Tübingen und Heidelberg. Nach dem ersten theologischen Examen war er Vikar in Schopfheim/Wiesental, nach dem zweiten theologischen Examen 1964 Studienleiter am Theologischen Studienhaus in Heidelberg und von 1966 bis 1969 Universitätsassistent am Lehrstuhl für Religionsphilosophie (Georg Picht) in Heidelberg. Liedke wurde 1968 an der Universität Heidelberg im Fach Altes Testament bei Claus Westermann zum Doktor der Theologie promoviert und war von 1968 bis 1978 wissenschaftlicher Mitarbeiter der Forschungsstätte der Evangelischen Studiengemeinschaft (FEST) in Heidelberg in den Arbeitsbereichen „Naturwissenschaft-Theologie“ und „Friedensforschung“. In dem Rahmen war er 1969/1970 abgeordnet an das Kernforschungszentrum Karlsruhe. Ab 1972 wurde er Mitbegründer einer neuen, ökologisch orientierten Schöpfungstheologie.
Von 1978 bis 1982 war Gerhard Liedke Pfarrer der evangelischen Wicherngemeinde in Heidelberg, 1982 bis 1989 erster hauptamtlicher Umweltbeauftragter der Evangelischen Landeskirche Baden; sein Hauptprojekt wurde „Ökologische Bilanz in der Kirchengemeinde“. Bei den Deutschen Evangelischen Kirchentagen von 1983 bis 1991 leitete er Bibelarbeiten. Von 1989 bis 1995 war er Pfarrer in der Friedensgemeinde Heidelberg-Handschuhsheim. Seine letzte berufliche Station war bis zu seiner Pensionierung 2000 die Leitung und der Unterricht im Fach Homiletik im Petersstift in Heidelberg, dem Predigerseminar der badischen Landeskirche.
Seit 1964 ist Gerhard Liedke verheiratet mit Marion Liedke, geb. Meister. Das Ehepaar hat zwei Töchter und lebt in Heidelberg-Kirchheim.

## Veröffentlichungen
- Gestalt und Bezeichnung alttestamentlicher Rechtssätze. Eine formgeschichtlich-terminologische Studie. Neukirchen-Vluyn 1971 (WMANT 39).
- Bericht über Friedensforschung. Karlsruhe 1971 (Kernforschungszentrum Karlsruhe IAR-2/71-1, 388 S.)
- Von der Ausbeutung zur Kooperation. Theologisch-philosophische Überlegungen zum Problem des Umweltschutzes. In: E. von Weizsäcker (Hrsg.): Humanökologie und Umweltschutz. Stuttgart/München 1972 (Studien zur Friedensforschung 8), S. 36–45.
- Kernenergie und Schöpfungsauftrag. in: W. Lienemann, U.Ratsch, A.Schuke, F. Solms (Hrsg.): Alternative Möglichkeiten für die Energiepolitik Band I. Heidelberg 1977, S. 34–54.
- Im Bauch des Fisches. Ökologische Theologie. Stuttgart 1979.
- Tier-Ethik – Biblische Perspektiven. In: Zeitschrift für Evangelische Ethik, 29. Jg., Heft 2, 1985, S. 160–173.
- Kein Turmbau zu Basel. Der konziliare Prozess für Gerechtigkeit, Frieden und Bewahrung der Schöpfung im Jahre 1989. Karlsruhe 1989.
- Zahlreiche Predigtstudien in: Neue Calwer Predigthilfen (NCP) und: Predigtstudien (PrSt) von 1981 bis 1999.

### Herausgeber
- Frieden-Bibel-Kirche. Stuttgart/München 1972 (Studien zur Friedensforschung 9).
- Naturwissenschaft und Theologie, Texte und Kommentare. Neukirchen 1974 (1. Aufl.), 1981 (4. Aufl.) (grenzgespräche 6, mit Helmut Aichelin).
- Christentum und Militarismus. Stuttgart/München 1974 (Studien zur Friedensforschung 13, mit Wolfgang Huber).
- Eschatologie und Frieden. Band I-III, Heidelberg 1978 (Texte und Materialien der FEST, Reihe A Nr. 5–8).
- Baustelle Gottesdienst. Das gottesdienstliche Mahl in der wissenschaftlich-technischen Welt. Heidelberg 1978 (C. Buddeberg, D. Langmaack, E. Leinert und E. Reccius).
- Manifest zur Versöhnung mit der Natur. Neukirchen-Vluyn 1984 (mit G. Altner, K.-M.Meyer-Abich, A.M.K. Müller, U.E. Simonis).
- „betrifft Schöpfung“. Ökologie in der Kirchengemeinde. Bestandsaufnahme und Chancen der Veränderung. Karlsruhe 1986 (Beobachtungsleitfaden, Ökologische Ratschläge: Gebäude-Energie-Wasser-Abfall / Müll-Verwaltung-Reinigung-Küchenbetrieb / Bewirtung-Außenanlagen-Verkehr / Transport-Kindergarten)
- „Schalom – Der Schöpfung Befreiung, den Menschen Gerechtigkeit, den Völkern Frieden.“ Eine biblische Arbeitshilfe zum Konziliaren Prozess. Stuttgart 1987 (mit Ulrich Duchrow; Übersetzung ins Englische: Geneva 1989, Übersetzung ins Holländische: s’Gravenhage 1989).